# Берверт, Фридрих Мартин
Фридрих Мартин Берверт (нем. Friedrich Martin Berwerth; 1850–1918) — австрийский минералог и петрограф; известный своими работами с метеоритами.

## Биография
Родился 16 ноября 1850 года в городе Schäßburg, ныне Сигишоара, Румыния.
Изучал химию в университетах Вены и Граца, в Гейдельбергском университете, где стал членом братства Allemannia Heidelberg и в 1873 году получил степень доктора. После окончания учёбы работал ассистентом Густава Чермака в Минералогическом институте Венского университета (1874). Позже в этом же году Берверт начал работать помощником в Imperial Hofmineralien Cabinet (позже — Naturhistorischen Hofmuseum). Здесь в 1888 году он стал куратором, в 1895 году лейтером и в 1904 году — директором отдела минералогии и петрографии, сменив на этом посту Аристидеса Брезину.

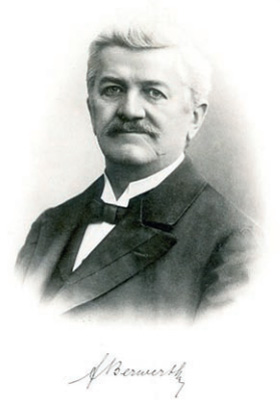
Фотография 1905 года

С 1888 года Фридрих Бервертон был приват-доцентом петрографии в Венском университете, в 1894 году стал адъюнкт-профессором, а в 1907 году — полным профессором.
В 1901 году вместе с Фридрихом Бекке и Августом фон Лоером (August von Loehr) он основал Венское минералогическое общество (Wiener Mineralogische Gesellschaft), которое с 1947 года стало называться Австрийским минералогическим обществом (Österreichische Mineralogische Gesellschaft). По его инициативе в 1908 году было создано Немецкое минералогическое общество (Deutsche Mineralogische Gesellschaft).
Умер 22 сентября 1918 года в Вене.

## Заслуги
- В 1898 году Фридрих Берверт был награжден рыцарским крестом (Ritterkreuz) ордена (Franz-Josefs-Ordens).
- В 1905 году австрийский учёный стал командором ордена Изабеллы Католической. В этом же году он стал членом-корреспондентом Императорской академии наук (Kaiserliche Akademie der Wissenschaften).
- В 1908 году был награждён австрийским орденом Железной короны 3-го класса (Ritter des Ordens der Eisernen Krone III. Klasse).
- В 1914 году он был награжден специальной медалью за сорок лет верной службы.
- В 1904 году удостоен титула Regierungsrat, а в 1918 году титула Hofrat (почетные звания в Австрии и Германии).

Известные работы:
- Mikroskopische Structurbilder der Massengesteine in farbigen Lithographien, (1900).
- Verzeichnis der Meteoriten im KK Naturhistorischen Hofmuseum Ende Oktober 1902, (1903).
- Ein natürliches System der Eisenmeteoriten, (1914).